# رحمن آباد (ملایر)
رحمن‌آباد هي قرية في منطقة سمن في مقاطعة ملاير في محافظة همدان الإيرانية .

## موقع
تبلغ المسافة بين مدينة الرحمن‌آباد ومدينة ملایر 39 كم. يقع رحمن‌آباد بالقرب من حدود محافظة همدان مع محافظة لرستان ومجاور لقرى گل‌دره و انوچ .

## سكان
تقع هذه القرية في منطقة سيفدكوه ، ووفقًا لتعداد مركز الإحصاء الإيراني لعام 2016 ، كان عدد سكانها 385 نسمة (121 أسرة).

## لغة
يتحدث سكان هذا قرية لهجة لوري الشمالية .

## الجذب السياحي
تشمل معالمها الجذابة القناة القديمة والمناظر الطبيعية.

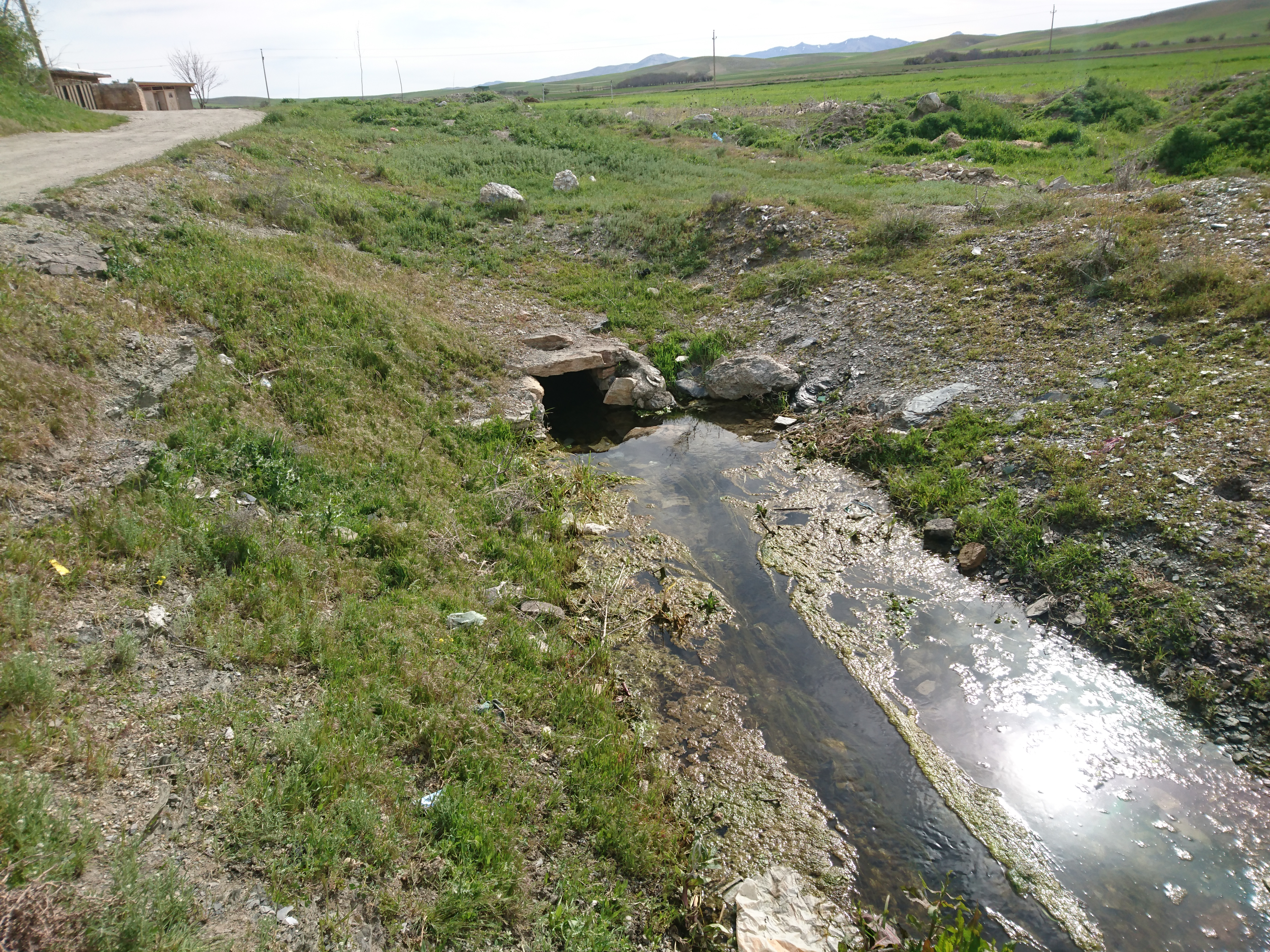
قناة رحمن آباد القديمة

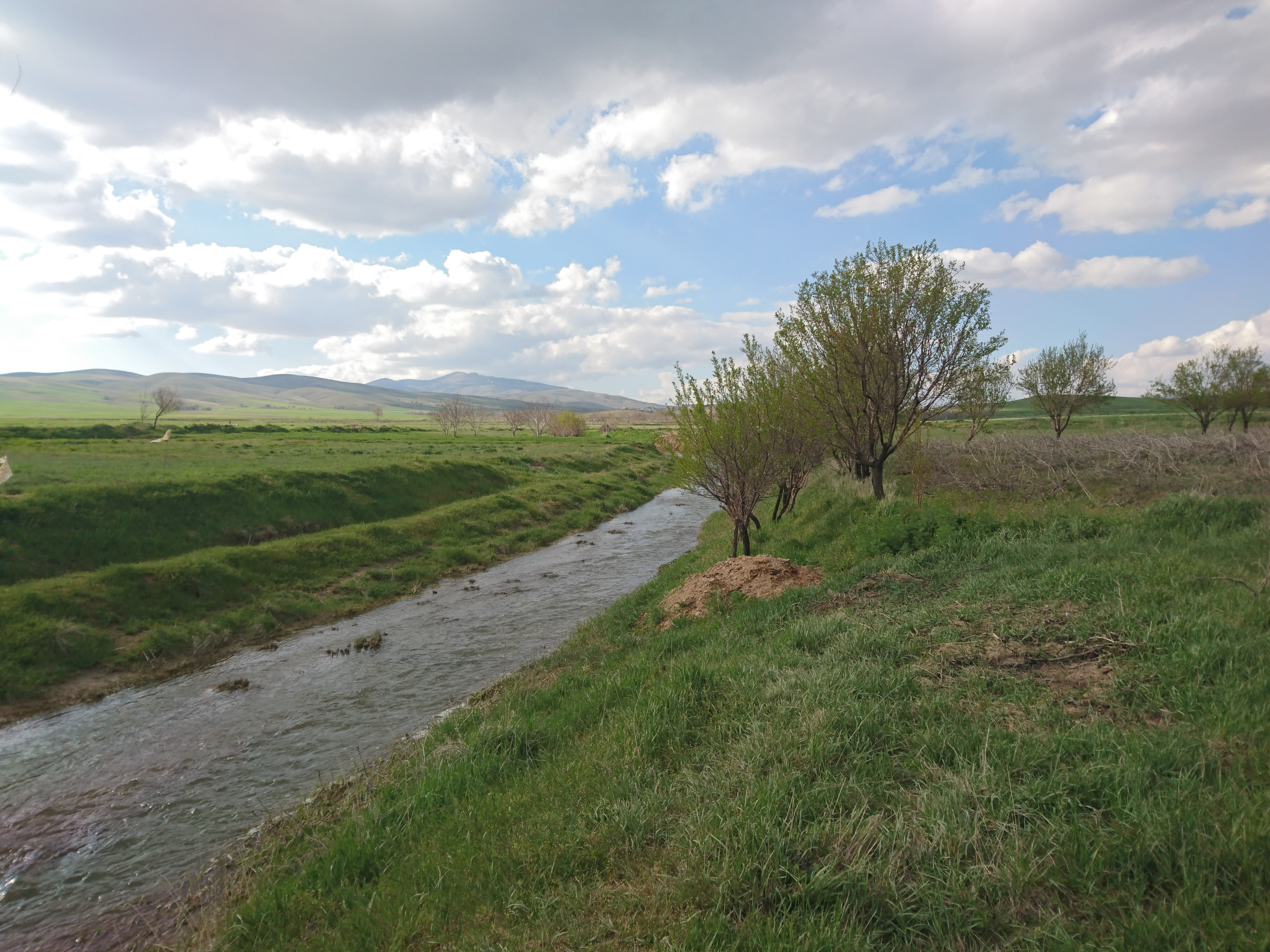
طبيعة رحمن آباد

## منتجات
- المنتجات الزراعية : العنب ، الشعير ، القمح ، البازلاء ، العدس .

## هدايا تذكارية
عصير عنب وزبيب .

## الاحتمالات
- المرافق الثقافية والدينية : توجد مدرسة ابتدائية ومسجد أبو الفضل ومسجد شامل .مسجد أبو الفضل

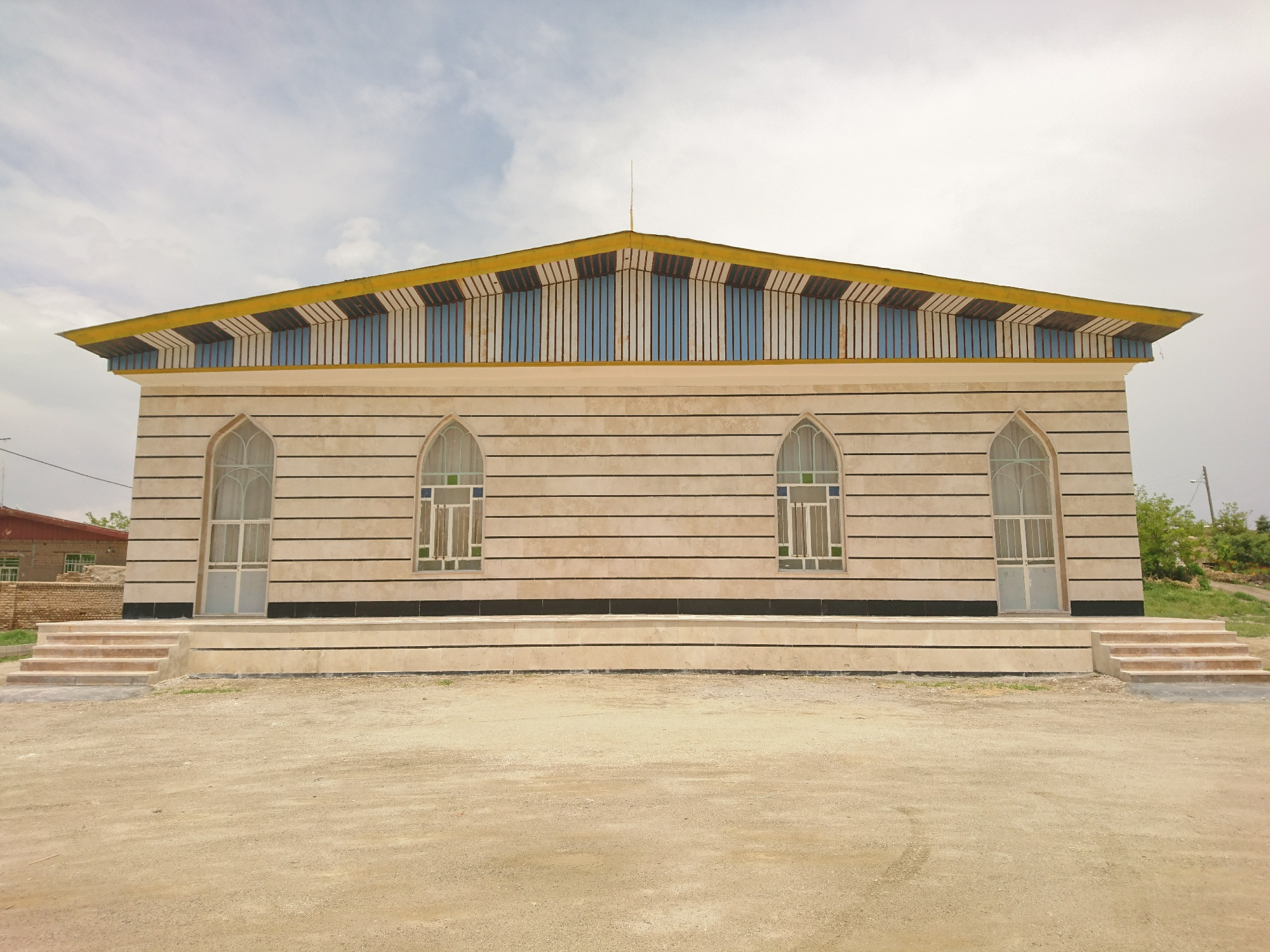
مسجد أبو الفضل

- المرافق : الغاز - السباكة الصحية - الكهرباء - التليفون - تغطية الشبكة وعلى مسار الألياف الضوئية .

## الاستفسارات المعتمدة
- قائمة القرى في إيران